# Karl Ruppert (Geograph)
Karl Ruppert (* 15. Januar 1926 in Offenbach am Main; † 29. März 2017) war ein deutscher Geograph. Er wurde der Münchner Schule der Sozialgeographie zugerechnet.

## Leben
Im Zweiten Weltkrieg war Ruppert zunächst Luftwaffenhelfer, anschließend leistete er Kriegsdienst in Italien, wo er in Gefangenschaft geriet. Nach seiner Rückkehr studierte er Mathematik, Physik und Geographie an der Universität Frankfurt am Main, wo er 1952 bei Wolfgang Hartke promovierte. In demselben Jahr heiratete Ruppert seine Frau Imgard (geb. Schmidt), aus der Ehe ging eine Tochter hervor. Kurz darauf wechselte er gemeinsam mit Hartke an die Technische Hochschule München.
An der TH München wirkte Ruppert zwölf Jahre lang als wissenschaftlicher Assistent bzw. Hochschuldozent. Die Habilitation schloss er 1959 ab, unterstützt durch ein Stipendium der Deutschen Forschungsgemeinschaft. 1964 übernahm Ruppert, zunächst vertretungsweise, eine wirtschaftsgeographische Professur an der Ludwig-Maximilians-Universität München als Nachfolger von Erich Thiel. Berufungen an die TH München und später an die Universität Bonn lehnte er ab. 1991 wurde Ruppert emeritiert. Des Weiteren war er Leiter der Landesarbeitsgemeinschaft Bayern für Raumforschung und Landesplanung (1974–1979), Vizepräsident der Akademie für Raumforschung und Landesplanung (1979–1982) und Präsidialmitglied der Münchner Südosteuropa-Gesellschaft (1988–2000). Ruppert starb am 29. März 2017 im Alter von 91 Jahren.

## Werk

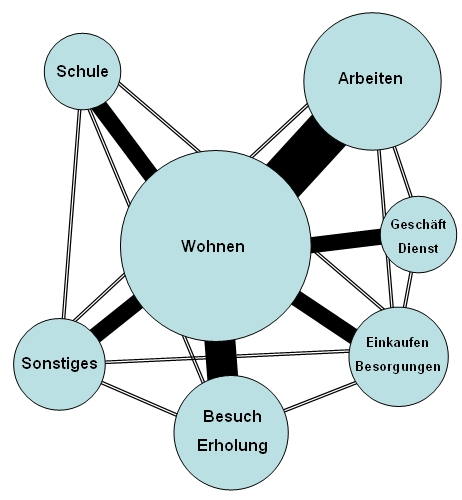
Daseinsgrundfunktionen, gewichtet nach Häufigkeit der Verkehrsteilnahme

Rupperts Forschungsthemen lagen, durch Wolfgang Hartke beeinflusst, zunächst in der Agrargeographie. So befasste er sich auch mit dem Phänomen der Sozialbrache. An der LMU München dann entwickelten Ruppert und seine Mitarbeiter, insbesondere Franz Schaffer und Jörg Maier, eine Konzeption der Sozialgeographie als „Wissenschaft von den räumlichen Organisationsformen und raumbildenden Prozessen der Daseinsfunktionen menschlicher Gruppen und Gesellschaften“. Diese anwendungsorientierte Definition des Fachs war von der Leitvorstellung sozialräumlicher Funktionstrennung geprägt, die auch die damalige Raumordnung in Deutschland kennzeichnete. Ruppert beschäftigte sich insbesondere mit der von ihm so bezeichneten „Geographie des Freizeitverhaltens“, womit er im Schnittbereich von Sozial- und Wirtschaftsgeographie die zuvor thematisch eng gefasste Fremdenverkehrsgeographie erweiterte und um eine aktionsräumliche Perspektive ergänzte.
Ruppert und andere Vertreter der sogenannten „Münchner Schule“ verfassten das erste deutschsprachige Lehrbuch der Sozialgeographie. Das 1977 erschienene Werk wurde in mehrere Sprachen übersetzt. Bereits frühzeitig geäußerte Kritik an Begrifflichkeiten und theoretischer Konzeption konnten sie jedoch nie überzeugend entkräften.

## Auszeichnungen und Ehrungen
- Verdienstkreuz 1. Klasse der Bundesrepublik Deutschland (1997)
- Ehrendoktorwürde der Universität Augsburg (2002)
- Franz-von-Hauer-Medaille der Österreichischen Geographischen Gesellschaft (2006)

## Schriften (Auswahl)

### Monographien
- Die Bedeutung des Weinbaues und seiner Nachfolgekulturen für die sozialgeographische Differenzierung der Agrarlandschaft in Bayern (= Münchner geographische Hefte. Band 19). Laßleben, Kallmünz 1960 (Habilitationsschrift).
- Jörg Maier, Karl Ruppert, Reinhard Paesler, Franz Schaffer: Sozialgeographie. Westermann, Braunschweig 1977, ISBN 3-14-160297-2.

### Aufsätze
- Der Wandel der sozialgeographischen Struktur im Bilde der Landschaft. In: Die Erde. Band 86, Nr. 1, 1955, S. 53–62 (online).
- Zur Definition des Begriffs „Sozialbrache“. In: Erdkunde. Band 12, Nr. 3, 1958, S. 226–231, JSTOR:25636499.
- Die gruppentypische Reaktionsweite – Gedanken zu einer sozialgeographischen Arbeitshypothese. In: Münchner Studien zur Sozial- und Wirtschaftsgeographie. Band 4, 1968, S. 171–176.
- Karl Ruppert und Franz Schaffer: Zur Konzeption der Sozialgeographie. In: Geographische Rundschau. Band 21, Nr. 6, 1969, S. 205–214.
- Karl Ruppert und Jörg Maier: Zum Standort der Fremdenverkehrsgeographie – Versuch eines Konzepts. In: Münchner Studien zur Sozial- und Wirtschaftsgeographie. Nr. 6, 1970, S. 9–36.
- Zur Stellung und Gliederung einer allgemeinen Geographie des Freizeitverhaltens. In: Geographische Rundschau. Band 27, Nr. 1, 1975, S. 1–6.